# Josefov (Karlovy Vary)
Josefov é uma comuna checa localizada na região de Karlovy Vary, distrito de Sokolov‎.